# Dwars door België 1995
La Dwars door België 1995, cinquantesima edizione della corsa, si svolse il 22 marzo su un percorso di 210 km, con partenza ed arrivo a Waregem. Fu vinta dall'olandese Jelle Nijdam della squadra TVM davanti al belga Tom Steels e all'italiano Adriano Baffi.

## Ordine d'arrivo (Top 10)
| Pos. | Corridore         | Squadra                     | Tempo    |
| ---- | ----------------- | --------------------------- | -------- |
| 1    | Jelle Nijdam      | TVM                         | 5h13'00" |
| 2    | Tom Steels        | Vlaanderen 2002-Eddy Merckx | a 11"    |
| 3    | Adriano Baffi     | Mapei-GB-Latexco            | s.t.     |
| 4    | Erik Zabel        | Team Deutsche Telekom       | s.t.     |
| 5    | Wilfried Nelissen | Lotto-Isoglass              | s.t.     |
| 6    | Tristan Hoffman   | TVM                         | s.t.     |
| 7    | Fabrizio Bontempi | Brescialat-Fago             | s.t.     |
| 8    | Hendrik Redant    | TVM                         | s.t.     |
| 9    | Wilfried Peeters  | Mapei-GB-Latexco            | s.t.     |
| 10   | Jo Planckaert     | Collstrop-Lystex            | s.t.     |